# Chiesa di San Pietro Apostolo (Trivignano)
La chiesa di San Pietro Apostolo è la parrocchiale di Trivignano, frazione di Venezia, in città metropolitana e patriarcato di Venezia; fa parte del vicariato di Mestre.

## Storia
Secondo Carlo Agnoletti le origini della chiesa si possono far risalire all'epoca degli Ottoni, periodo in cui fu istituita la festa di San Pietro in Vincoli. Il parroco Francesco Fabro, invece, le anticipa addirittura all'impero di Teodosio II, quando avvenne il miracolo delle catene di San Pietro. La prima citazione di una chiesa a Trivignano risale al 1085. Da un documento del 1297 si viene a sapere che detta chiesa era filiale della pieve di Mestre (allora dipendente dalla diocesi di Treviso).
Dopo il 1443 gli veniva annessa la chiesa, oggi scomparsa, di Sant'Andrea di Fossola, più tardi detta dei Santi Filippo e Giacomo del Tarù.
Difficile datare l'istituzione della parrocchia: molte fonti parlano del 1559, ma essa viene citata chiaramente solo a partire dal 1633.
La costruzione di numerose ville venete nel territorio aumentò notevolmente il numero di oratori dipendenti dalla chiesa di Trivignano: nel Settecento ve ne erano sei, ma oggi si conta solo quello della Madonna del Rosario al Tarù (presso il casino Lisso).
Nel XVII secolo la chiesa subì importanti lavori di restauro e venne, pertanto, riconsacrata il 1º maggio 1650. Nel 1857 la parrocchiale venne ricostruita su progetto di Giovanni Battista Meduna.
Nel 1926 la parrocchia di Trivignano e l'intera terraferma veneziana passarono dalla diocesi di Treviso al patriarcato di Venezia.
Nel 1968 il patriarca di Venezia Giovanni Urbani cambiò la dedicazione della chiesa da San Pietro in Vincoli (festeggiato il 1º agosto) a San Pietro Apostolo (festeggiato il 29 giugno).
Il campanile è stato restaurato nel 1983.